# Malecón del Salado
Malecón del Salado o Malecón del Estero Salado es un malecón construido bajo la administración municipal de Jaime Nebot Saadi , en 2009, el proyecto abarca desde la Facultad de Educación Física (también llamado Malecón Universitario) de la Universidad de Guayaquil hasta el Puente del Velero, desde allí cambia de nombre a Malecón del Suburbio. En frente se encuentra el Parque Lineal del Estero Salado, forma parte de la regeneración urbana de Guayaquil del 1999-2006.
Actualmente cuenta con la Pileta Monumental, una fuente de juegos de agua y luces multicolor. La obra  ubicada en el espejo de agua del coqueta Estero Salado, entre el parque de la ciudadela La Ferroviaria y el puente 5 de Junio.

## Atracciones turísticas
- Plaza Guayarte[4]

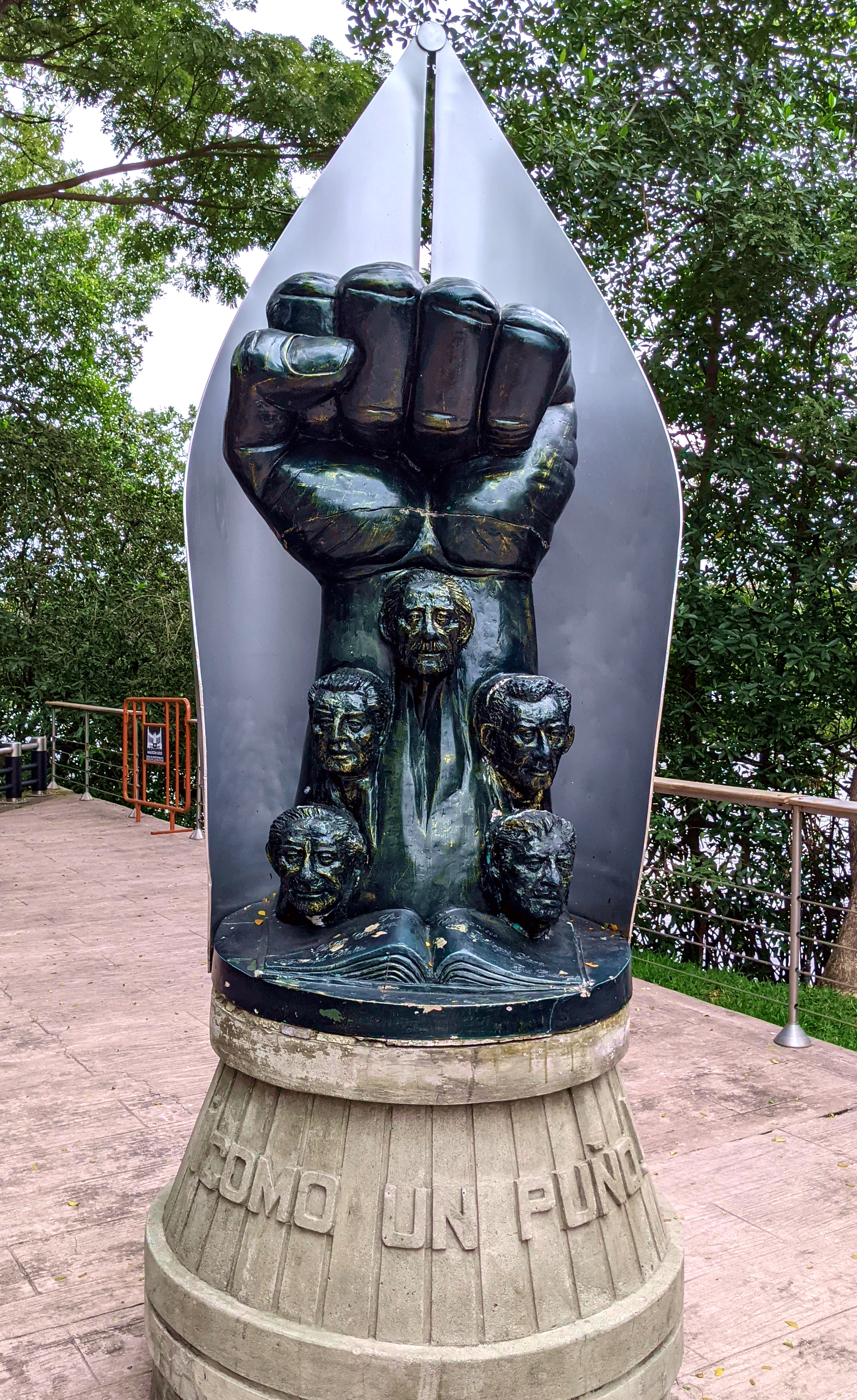
Monumento al Grupo de Guayaquil en el Malecón del Salado.

- Plaza Rodolfo Baquerizo Moreno (Centro de exposiciones)[5]
- Safari Park[6]
- Recorrido en botes por la laguna artificial

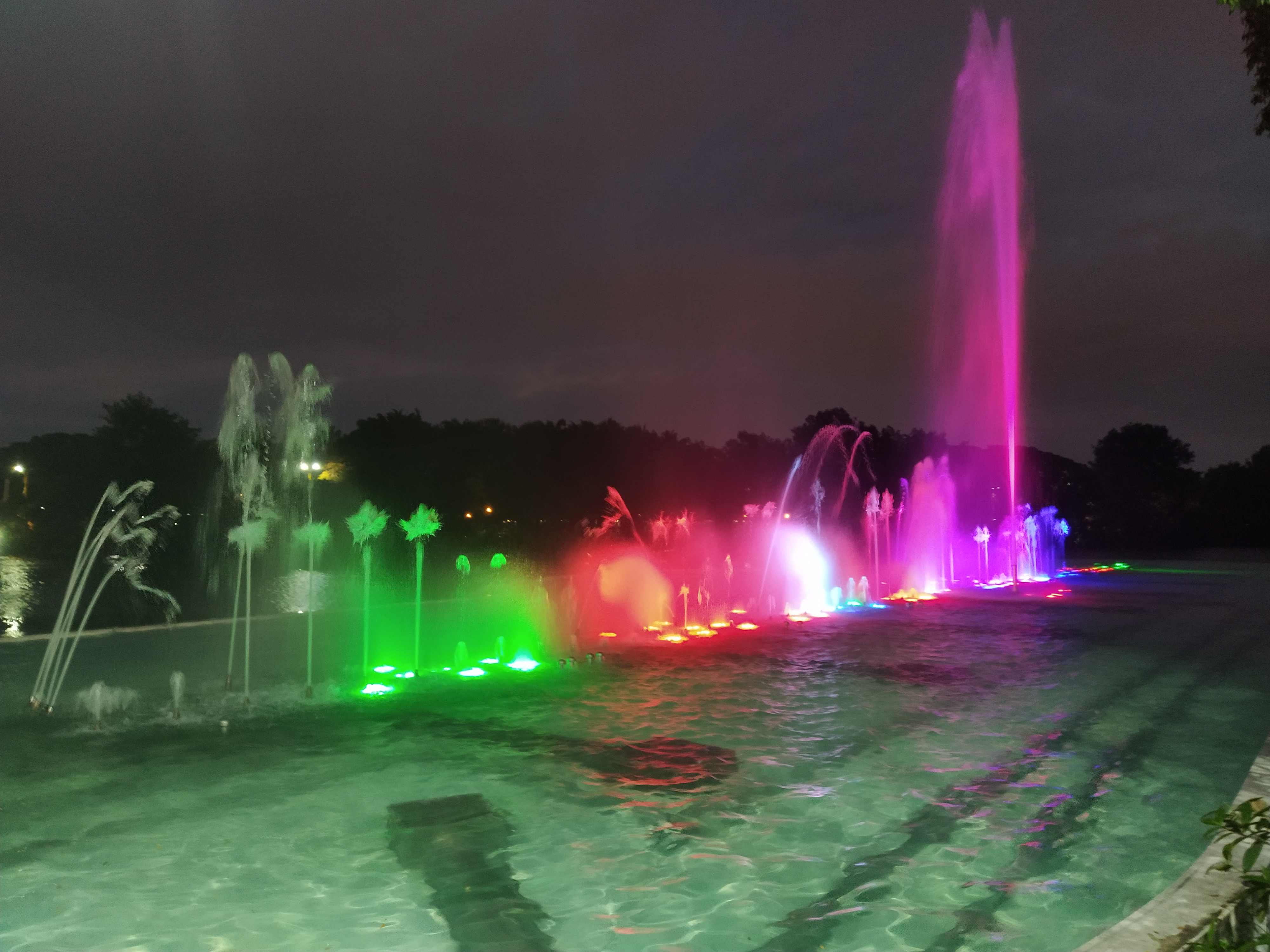
Pileta Monumental sobre el Estero Salado, frente al Malecón del Salado.

- Kubox[7]
- Teatro La Bota[8]
- Malecón Vicente Rocafuerte
- Paseo de los Escritores
- Plaza de la Salud
- Plaza de los Mariscos
- Plaza deportiva[9]
- Malecón de la Ferroviaria

## Puentes
- Puente Zigzag[10]
- Puente 5 de Junio
- Paso Peatonal (Av. 9 de octubre)
- Puente del Velero